# أكيمي ماسودا
أكيمي ماسودا (باليابانية: 増田明美؛ بالكانا: ますだ あけみ) هي منافسة ألعاب القوى يابانية، ولدت في 1964 في تشيبا في اليابان.

## وصلات خارجية
- أكيمي ماسودا على موقع الاتحاد الدولي لألعاب القوى (الإنجليزية)
- أكيمي ماسودا على موقع أوليمبيديا (الإنجليزية)